# Michal Vičan
Michal Vičan (Galgóc, 1925. március 26. – Pozsony, 1986. január 27.) csehszlovák válogatott szlovák labdarúgó, hátvéd, edző.

## Pályafutása

### Klubcsapatban
1945 és 1957 között a Sokol NV Bratislava labdarúgója volt, ahol négy csehszlovák bajnoki címet szerzett. 1950-ben a prágai katonacsapatban az ATK Praha együttesében szerepelt egy rövid ideig kölcsönben.

### A válogatottban
1947 és 1952 között tíz alkalommal szerepelt a csehszlovák válogatottban.

### Edzőként
1965 és 1968 között a Jednota Trenčín, 1968 és 1971 között a Slovan Bratislava, 1971 és 1976 között a lengyel Ruch Chorzów, 1976–77-ben ismét a Slovan, 1978 és 1980 között az Inter Bratislava, 1980–81-ben a görög Árisz Theszaloníkisz, 1982–83-ban újra a Slovan, 1983–84-ben a TTS Trenčín, 1984 és 1986 között ismét a pozsonyi Inter vezetőedzője volt. A Slovannal egy-egy csehszlovák bajnoki és kupagyőzelmet ért el. Az 1968–69-es idényben KEK-győztes csapat szakmai munkáját irányította. A Ruch Chorzów csapatával két bajnoki címet és egy lengyelkupa-győzelmet ért el. 

## Sikerei, díjai

### Játékosként
Sokol NV Bratislava
- Csehszlovák bajnokság
  - bajnok (4): 1949, 1950, 1951, 1955
  - 2. (2): 1952, 1956

### Edzőként
Slovan Bratislava
- Csehszlovák bajnokság
  - bajnok: 1969–70
  - 2.: 1967–68, 1968–69
- Csehszlovák kupa
  - győztes: 1968
- Kupagyőztesek Európa-kupája (KEK)
  - győztes: 1968–69

 Ruch Chorzów
- Lengyel bajnokság
  - bajnok (2): 1973–74, 1974–75
  - 2.: 1972–73
- Lengyel kupa
  - győztes: 1974

## Statisztika

### Klubcsapatokban
| Idény                                                                  | Mérkőzés | Gól | Klubcsapat           |
| ---------------------------------------------------------------------- | -------- | --- | -------------------- |
| Állami bajnokság (Státní liga)                                         |          |     |                      |
| 1945–46                                                                | -        | 0   | ŠK Bratislava        |
| 1946–47                                                                | -        | 2   | ŠK Bratislava        |
| 1947–48                                                                | -        | 1   | ŠK Bratislava        |
| 1948                                                                   | -        | 0   | ŠK Bratislava        |
| Országos csehszlovák bajnokság (Celostátní československé mistrovství) |          |     |                      |
| 1949                                                                   | -        | 1   | Sokol NV Bratislava  |
| 1950                                                                   | -        | 0   | Sokol NV Bratislava  |
| 1950                                                                   | -        | 0   | ATK Praha            |
| 1951                                                                   | -        | 1   | Sokol NV Bratislava  |
| 1952                                                                   | -        | 0   | Sokol NV Bratislava  |
| Csehszlovák Köztársaság bajnoksága (Přebor československé republiky)   |          |     |                      |
| 1953                                                                   | -        | 0   | Sokol Bratislava ÚNV |
| 1954                                                                   | -        | 0   | Sokol Bratislava ÚNV |
| 1955                                                                   | -        | 0   | Slovan Bratislava    |
| Csehszlovák labdarúgó-bajnokság 1. (1. československá fotbalová liga)  |          |     |                      |
| 1956                                                                   | -        | 0   | Slovan Bratislava    |
| 1957–58                                                                | -        | 1   | Slovan Bratislava    |
| Csehszlovák bajnokság – első osztály                                   | 231      | 6   | Összesen             |

### Mérkőzései a csehszlovák válogatottban
| Csehszlovákia | Csehszlovákia        | Csehszlovákia                             | Csehszlovákia | Csehszlovákia | Csehszlovákia | Csehszlovákia | Csehszlovákia | Csehszlovákia |
| #             | Dátum                | Helyszín                                  | Hazai         | Eredmény      | Vendég        | Kiírás        | Gólok         | Esemény       |
| ------------- | -------------------- | ----------------------------------------- | ------------- | ------------- | ------------- | ------------- | ------------- | ------------- |
| 1.            | 1947. szeptember 21. | Bukarest, Stadionul Giulești              | Románia       | 2 – 6         | Csehszlovákia | barátságos    | -             |               |
| 2.            | 1947. október 5.     | Prága                                     | Csehszlovákia | 3 – 2         | Ausztria      | barátságos    | -             |               |
| 3.            | 1949. szeptember 25. | Bécs, Práter-stadion                      | Ausztria      | 3 – 1         | Csehszlovákia | Európa-kupa   | -             |               |
| 4.            | 1949. november 13.   | Colombes, Yves-du-Manoir Olimpiai Stadion | Franciaország | 1 – 0         | Csehszlovákia | barátságos    | -             | 34'           |
| 5.            | 1950. április 30.    | Budapest, Megyeri úti stadion             | Magyarország  | 5 – 0         | Csehszlovákia | barátságos    | -             |               |
| 6.            | 1950. május 21.      | Bukarest                                  | Románia       | 1 – 1         | Csehszlovákia | barátságos    | -             |               |
| 7.            | 1950. augusztus 27.  | Szófia, Narodna Armija-stadion            | Bulgária      | 1 – 2         | Csehszlovákia | barátságos    | -             |               |
| 8.            | 1950. október 22.    | Varsó, Lengyel Hadsereg Stadionja         | Lengyelország | 1 – 4         | Csehszlovákia | barátságos    | -             |               |
| 9.            | 1951. október 14.    | Vitkovice                                 | Csehszlovákia | 1 – 2         | Magyarország  | barátságos    | -             |               |
| 10.           | 1952. október 19.    | Budapest, Megyeri úti stadion             | Magyarország  | 5 – 0         | Csehszlovákia | barátságos    | -             |               |
|               | Összesen             |                                           |               | 10            | mérkőzés      |               | 0             | gól           |